# Shawty Redd
Shawty Redd, właściwie Demetrius Lee Stewart (ur. 21 czerwca 1981) – amerykański producent muzyczny, raper oraz autor tekstów pochodzący z Atlanty w stanie Georgia. Najbardziej znany z produkcji utworu "Sexual Eruption" Snoop Dogga.
Współpracował z takimi wykonawcami jak: Yo Gotti, Young Jeezy, Pusha T, Gucci Mane, Waka Flocka Flame, Lil Jon, Boosie Badazz czy Snoop Dogg.

## Dyskografia
Single
- "Drifter" (2008)[5]

Mixtape'y
- Reloaded (2009)
- Rap Now & Produce Later (2012)
- Reloaded 2 (2015)